# (12697) Verhaeren
Pour les articles homonymes, voir Verhaeren (homonymie).
(12697) Verhaeren est un astéroïde de la ceinture principale découvert le 26 septembre 1989 à l'observatoire européen austral par l'astronome belge Éric Elst. Sa désignation provisoire était 1989 SK3.
Il porte le nom du poète belge Émile Verhaeren (1855-1916).